# 布兰卡·托莱达诺
布兰卡·托莱达诺·劳特（西班牙語：Blanca Toledano Laut，2000年11月3日—），西班牙女子花样游泳运动员，2019年世界游泳锦标赛焦点自选铜牌得主、2022年世界游泳锦标赛焦点自选铜牌得主、2023年世界游泳锦标赛集体技术自选金牌得主。